# تشياكي هاياشي
تشياكي هاياشي (باليابانية: 林千晶؛ بالكانا: はやし ちあき) هي سيدة أعمال يابانية، ولدت في 8 أغسطس 1971 في الإمارات العربية المتحدة.